# Cyrtandra jabiensis
Cyrtandra jabiensis är en tvåhjärtbladig växtart som beskrevs av Rudolf Schlechter. Cyrtandra jabiensis ingår i släktet Cyrtandra och familjen Gesneriaceae. Inga underarter finns listade i Catalogue of Life.